# Pubilla Cases
Pubilla Cases - stacja metra w Barcelonie, na linii 5. Stacja została otwarta w 1973.